# 布蕾特·西克勒
布蕾特·西克勒（英語：Brett Sickler，1983年3月19日—），美国女子赛艇运动员。她曾代表美国参加世界赛艇锦标赛，获得二枚金牌，均来自女子八人单桨有舵手项目。